# Carlos Llamosa
Carlos Llamosa (ur. 30 czerwca 1969 w Palmirze w Kolumbii) – amerykański piłkarz kolumbijskiego pochodzenia występujący na pozycji obrońcy.

## Kariera klubowa
Carlos Llamosa urodził się w Palmirze w Kolumbii. W tym kraju rozpoczynał też swoją zawodową karierę. Od 1987 roku był zawodnikiem trzecioligowego klubu Colmena, a w 1990 roku przeniósł się do pierwszoligowego Atlético Huila. Rok później Llamosa wyemigrował do Stanów Zjednoczonych, gdzie przebywała jego rodzina. Zamieszkał w Queens – jednej z dzielnic Nowego Jorku. Znalazł sobie pracę w World Trade Center, gdzie pracował podczas ataku terrorystycznego w 1993 roku.
W 1995 roku Llamosa wznowił piłkarską karierę. Został zawodnikiem klubu New York Centaurs, którego nazwa w 1996 roku została przemianowana na New York Fever. W 1997 roku Llamosa trafił do DC United, z którym dwa razy sięgnął po puchar kraju. W drużynie tej spędził kolejne cztery sezony, w czasie których rozegrał 96 ligowych pojedynków.
W rozgrywkach 2001 amerykański zawodnik reprezentował barwy Miami Fusion, by po zakończeniu sezonu podpisać kontrakt z New England Revolution. W ekipie „Revs” Llamosa także grał przez cztery sezony. W 2006 roku przeszedł do CD Chivas USA, gdzie zdecydował się zakończyć karierę.

## Kariera reprezentacyjna
23 października 1998 roku Llamosa otrzymał amerykańskie obywatelstwo. W reprezentacji Stanów Zjednoczonych zadebiutował dwa tygodnie później – 6 listopada w zremisowanym 0:0 pojedynku z Australią. W 2002 roku Bruce Arena powołał go do 23-osobowej kadry USA na Mistrzostwa Świata. Na mundialu w Korei Południowej i Japonii Amerykanie dotarli do ćwierćfinału, w którym przegrali z Niemcami 0:1. Llamosa na turnieju tym pełnił rolę rezerwowego i wystąpił tylko w dwóch spotkaniach. W wygranym 3:2 meczu z Portugalią w 80 minucie zastąpił Eddiego Pope’a, a w zwycięskim 2:0 pojedynku przeciwko Meksykowi w 92 minucie zmienił Pablo Mastroeniego. Po mistrzostwach Llamosa zakończył reprezentacyjną karierę. Łącznie dla drużyny narodowej zaliczył 29 występów.